# 한국거래소

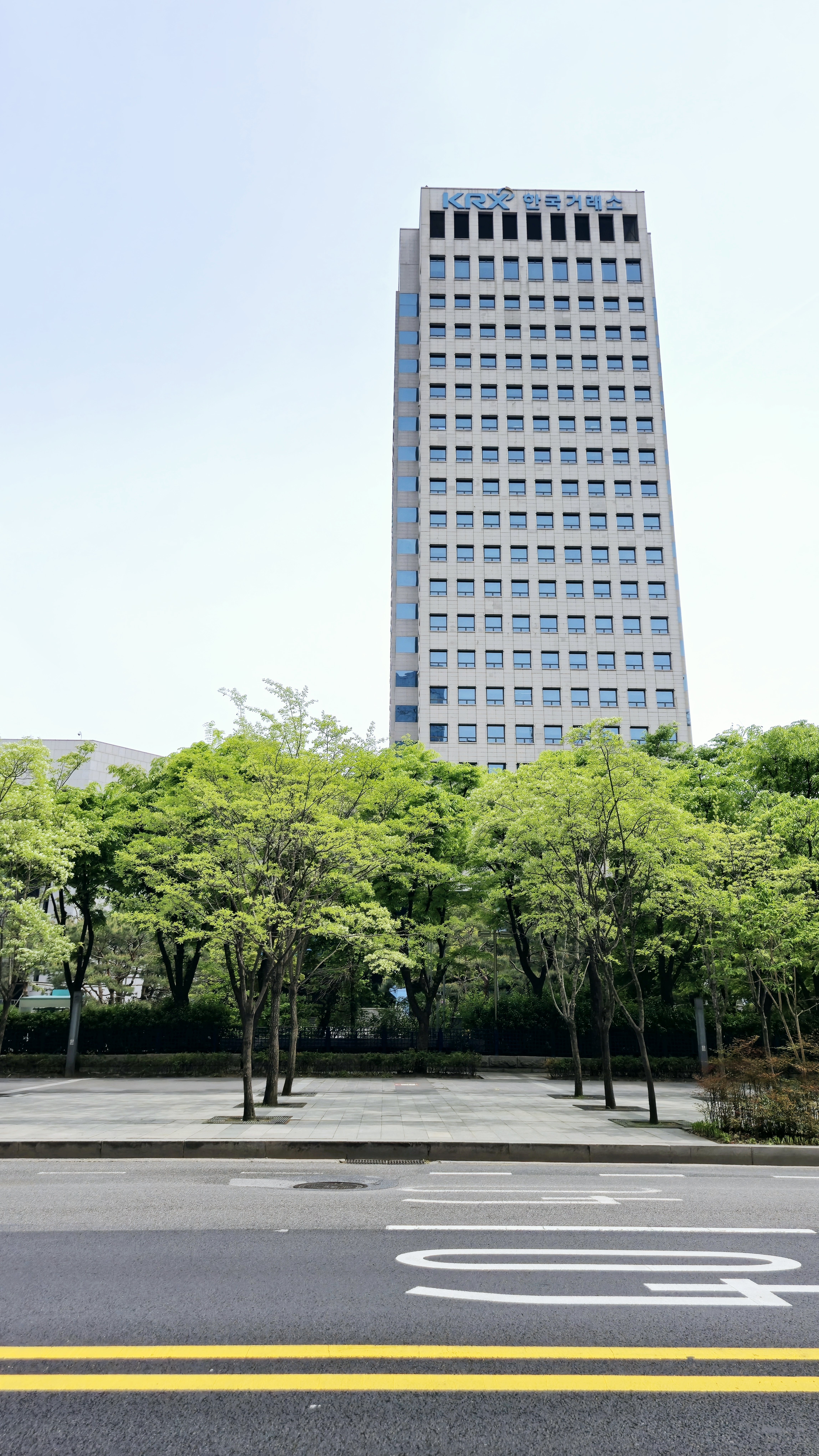
한국거래소 서울사무소(영등포구 여의나루로 76, 여의도동)

한국거래소(韓國去來所, Korea Exchange, KRX)는 증권 및 파생상품 등의 공정한 가격 형성과 원활한 매매 및 효율적 시장관리를 목적으로 설립된 기관이다. 한국거래소는 2005년 1월 27일, 기존의 한국증권거래소, 한국선물거래소, 코스닥증권시장, 코스닥위원회 등 4개 기관이 통합되어 설립된 주식회사이며 본사 사옥은 부산광역시 남구 문현금융로 40 (문현동, 부산국제금융센터)에 위치하고 있다.

## 설립 근거
- 자본시장과 금융투자업에 관한 법률[1]

## 연혁

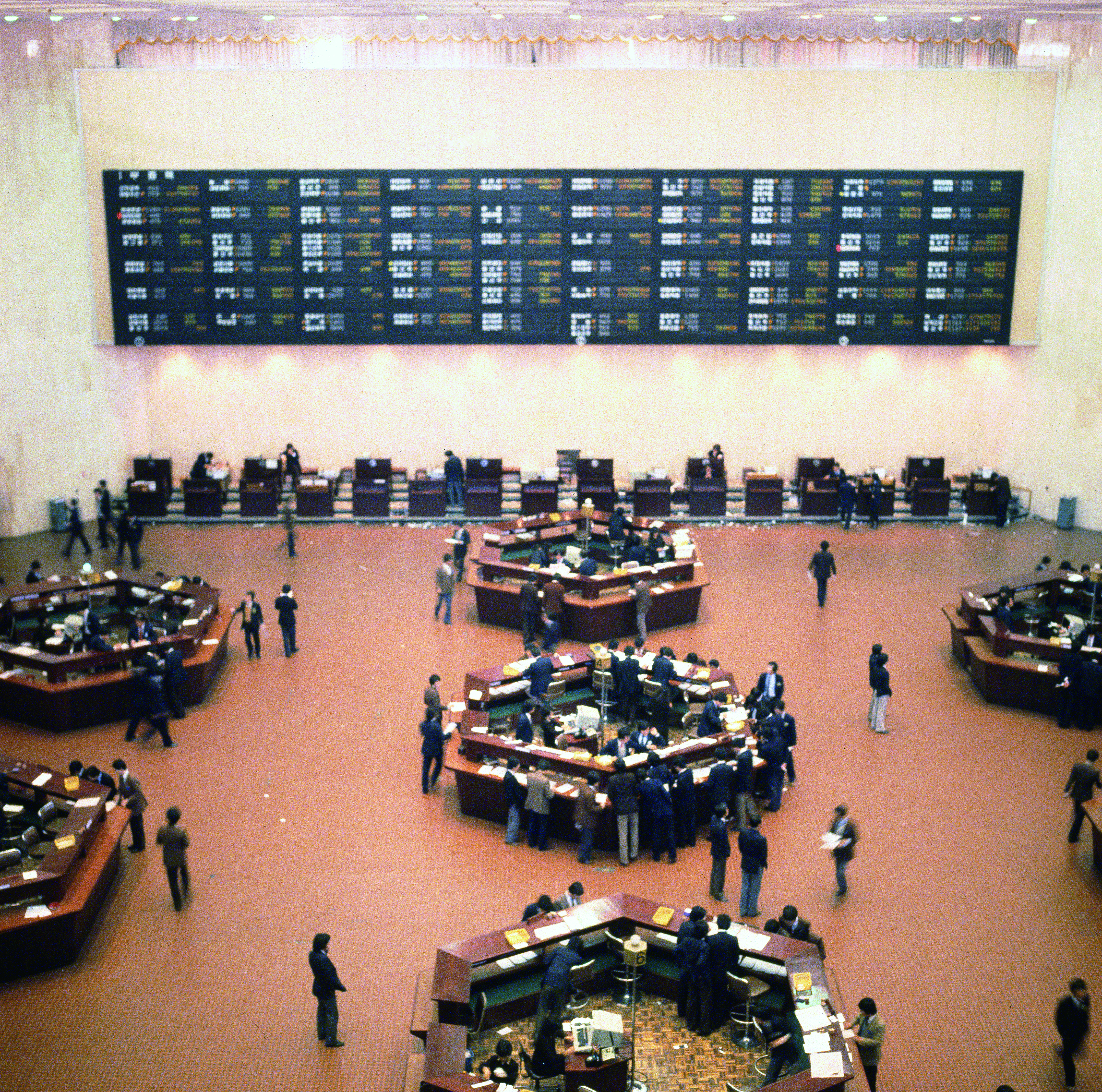
여의도 증권거래소 (1984년)

- 1896년 4월 1일 인천 개항장에 인천미두취인소 개설
- 1920년 5월 28일 경성미두취인소 설립
- 1931년 5월 20일 경성미두취인소에 인천미두취인소 통합
- 1932년 1월 1일 조선취인소 출범
- 1939년 9월 22일 중일전쟁 배급제 시행으로 미곡취인시장 폐지
- 1956년 2월 11일 영단제 대한증권거래소 설립
- 1956년 3월 3일 대한민국 증권시장 개장
- 1962년 4월 1일 주식회사제 대한증권거래소로 전환
- 1963년 5월 3일 공영제 한국증권거래소로 전환
- 1979년 7월 2일 서울특별시 중구 명동에서 영등포구 여의도동으로 이전
- 1988년 3월 1일 회원제 한국증권거래소로 전환
- 1988년 3월 3일 전산매매 개시
- 1992년 1월 3일 외국인의 국내주식 직접투자 허용
- 1994년 6월 15일 KOSPI 200 발표
- 1996년 5월 3일 주가지수선물시장 개설
- 1996년 5월 17일 (주)코스닥증권시장 설립
- 1997년 7월 7일 주가지수옵션시장 개설
- 1998년 10월 12일 코스닥위원회 설립
- 1999년 2월 6일 한국선물거래소 설립
- 1999년 3월 29일 국채전문유통시장 개설
- 1999년 9월 29일 국채선물시장 개설
- 2000년 7월 3일 신주인수권증권시장 개설
- 2002년 1월 28일 개별주식옵션시장 개설
- 2002년 2월 25일 환매조건부채권매매(Repo)시장 개설
- 2002년 10월 14일 상장지수펀드(ETF)시장 개설
- 2005년 1월 27일 한국증권선물거래소 출범
- 2005년 6월 1일 KRX 100 지수 발표
- 2005년 11월 7일 스타지수선물시장 개설
- 2005년 12월 1일 주식워런트시장 개설
- 2006년 5월 26일 엔·유로 선물시장 개설
- 2007년 1월 19일 채권매매시스템 수출계약체결
- 2007년 8월 17일 외국기업 최초 상장
- 2007년 10월 10일 해외ETF 최초 상장
- 2008년 2월 25일 10년 국채선물시장 개설
- 2008년 5월 6일 주식선물시장 개설
- 2008년 7월 21일 돈육선물시장 개설
- 2009년 2월 4일 상호변경(한국증권선물거래소 → 한국거래소)
- 2009년 9월 21일 한국증시 FTSE선진지수 편입 및 자본시장과 금융투자업에 관한 법률 시행
- 2009년 11월 16일 CME연계 코스피 200선물 글로벌 시장 개설
- 2010년 8월 30일 Eurex 연계 코스피200옵션 글로벌시장 개설
- 2010년 9월 13일 미니금선물시장 개설
- 2011년 1월 11일 라오스 증권시장 개설 (지분 49% 출자)
- 2012년 3월 30일 석유전자상거래시장 개설
- 2012년 4월 18일 캄보디아증권시장 개장 (지분율 45% 출자)
- 2013년 7월 2일 코넥스(KONEX)시장 개설
- 2014년 3월 3일 장외파생상품 자율청산 개시
- 2014년 3월 24일 KRX 금시장 개설
- 2014년 11월 17일 상장지수증권(ETN)시장 개설
- 2014년 12월 8일 CME 연계 달러선물 야간시장 개설

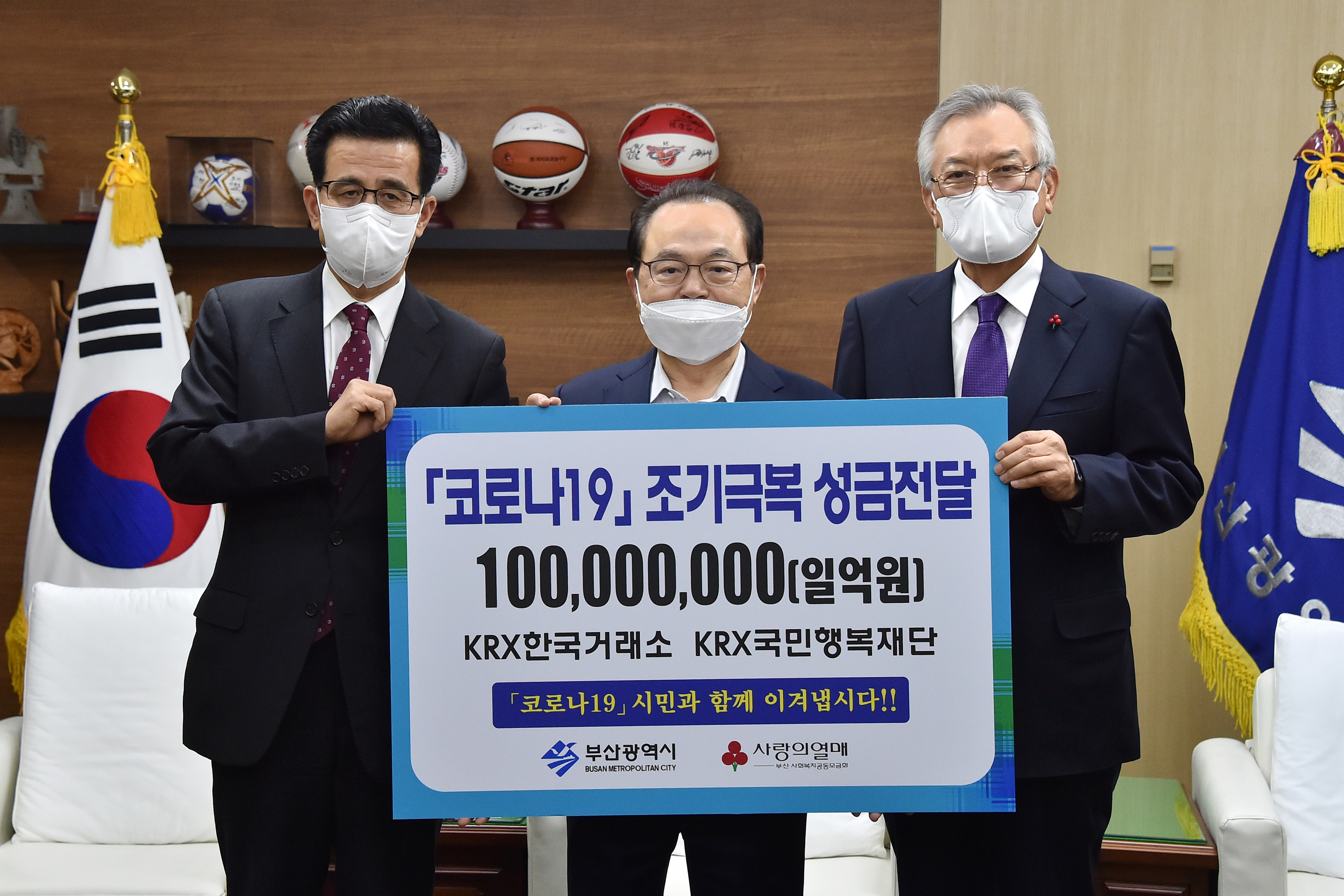
코로나19 극복을 위해 부산광역시에게 성금전달

## 설립 과정
1990년대 이후 들어서면서 세계 증권 파생상품 시장에서는 국제적인 경쟁이 치열해지기 시작했다. 규제완화, 투자자의 기관화, 금융상품의 증권화 그리고 국제적인 자본자유화 현상이 주요 원인이었다. 여기에 정보통신기술 발전에 힘입어 미국을 중심으로 대체 거래소(ATS, Alternative Trading System) 및 전자거래네트워크(ECN, Electronic Communication Network)와 같은 소형 거래소들이 등장하여 증권시장을 잠식하면서 거래소간 경쟁이 드높아졌다.
이러한 경쟁에 대응하여 전세계적으로 거래소들은 시장통합, 전략적 제휴와 거래소 지분의 양도, 교환 등을 통한 경쟁력 강화에 나섰고 이를 위해 조직형태를 주식회사로 전환하고 기업공개도 추진하게 되었다.
우리나라도 자본시장의 국제 경쟁력 강화를 위해 효율적 시장구조가 마련되어야 한다는 인식이 확산되면서 증권거래소, 코스닥 시장, 선물 시장의 단일 운영주체로 주식회사 형태의 통합거래소 설립 필요성이 제기되었고 마침내 2003년 8월, 이를 주요 내용으로 하는 증권선물시장 선진화 추진방안이 발표되었다.
2004년 1월 《한국증권선물거래소법》이 제정되고, 통합실무작업을 거쳐 2005년 1월 주식회사 한국증권선물거래소가 출범하였다. 한국증권선물거래소법은 거래소에 대하여 증권선물관련법령에서 특별히 정한 경우를 제외하고는 상법상 주식회사에 관한 규정을 적용하도록 하고 있다.
이로써 거래소는 시장참가권과 소유권이 일치하는 회원제 지배구조에서 시장참가권과 소유권이 완전히 분리되는 구조로 전환된 것인데 그 목적은 회원제하에서의 거래소 운영의 한계점을 보완함과 동시에 세계 주요 거래소의 주식회사제 전환추세를 반영하는 데에 있었다. 주식회사 형태의 거래소는 갈수록 증가하는 전산투자비용과 같은 대규모 투자자금의 조달이나 거래소간 전략적 제휴 등 추진에 유리한 측면이 있는 것으로 평가되고 있다.
2009년 2월 자본시장과금융투자업에관한법률이 제정되면서 '한국증권선물거래소'라는 명칭은 현재의 '한국거래소(Korea Exchange)'로 개명되었다.

## 조직

### 이사장 (정은보)
2024년 2월 금융감독원 원장 출신 정은보 전 원장이 선임됐다.  

### 이사회 (공익대표, 업계대표 / 등기임원 8인 / 선임사외이사 강태수)
공익대표와 업계대표로 나뉘어져 있으며, 공익대표 선임사외이사는 강태수 전 한국은행 부총재보, 공익대표 사외이사는 이희길 전 부산MBC사장, 이병윤 한국금융연구원 선임연구위원(전 부원장), 김정훈 UN SDGs 협회 대표, 민병덕 전 KB국민은행장 등 5명이 등기임원으로 있으며, 업계대표는 부국증권 사장 박현철, 교보증권 사장 이석기, 한국투자증권 사장 김성환이다.

### 상임감사위원 (김성진)
한국거래소 각 시장에 대한 감사업무를 수행한다.

### 시장감시위원회 (위원장: 김홍식)
시장감시위원회는 유가증권시장, 코스닥증권시장, 파생상품시장에서 발생하는 블공정거래 행위를 예방 또는 조치하고 회원 및 투자자간 분쟁을 조정한다. 시장감시위원회는 자본시장과금융투자업에관한법률에 의해 한국거래소 내에 설치되어 시장을 자율적으로 규제하는 기관이다. 주요 업무는 이상거래 종목적출, 풍문수집, 지분변동신고 접수 등 불공정거래 사전예방활동 및 시장에 대한 상시 감시체제를 유지하는 것이다. 회원 및 투자자, 회원 상호간 매매거래와 관련한 분쟁이 발생할 경우, 증권 파생상품시장 전문가들의 구체적인 상담과 조정절차도 밟아준다. 소속부서는 시장감시제도부, 예방감시부, 시장감시부, 심리부, 특별심리부 및 감리부 등이다.

### 경영지원본부 (본부장, 부이사장: 김기경)
거래소의 경영전략 및 장기비젼과 같은 발전방향을 설정하고 유가증권시장, 코스닥시장, 파생상품시장 및 시장감시를 담당하는 각 본부가 유기적으로 업무를 수행할 수 있도록 지원한다. 소속부서는 기획관리부, 미래전략부, 인사총무부, IT전략부, IT관리부, IT서비스TF, 정보사업부, 홍보부 등이다.

### 유가증권시장본부 (본부장, 부이사장: 정규일)
1956년 개장된 유가증권시장에는 삼성전자, 현대중공업, POSCO, 한국전력 등 대형 기업들과 채권 그리고 ETF, ETN 등이 상장되어 있다. 유가증권시장본부는 상장심사, 시장운영, 상장기업 공시관리 및 상장폐지 등 유가증권시장 운영을 위한 업무를 수행한다. 소속부서는 주식시장부, 채권시장부, 증권상품시장부, 상장부, 공시부 등이다.

### 코스닥시장본부 (본부장, 부이사장: 민경욱)
1996년 개설된 코스닥시장은 정보기술(IT), 생명공학기술(BT) 등 유망 벤처 중소기업에게 자금조달 기회를 제공하며, 2013년 개설된 코넥스(KONEX)시장은 성장초기 단계에 있는 중소기업을 위한 전용 주식시장이다. 코스닥시장본부도 유가증권시장본부와 마찬가지로 상장심사, 주식시장운영, 상장기업 공시관리 및 상장폐지 업무를 수행한다. 소속부서는 코스닥시장부, 상장유치부, 상장심사부, 공시부, 코넥스시장부 등이다.

### 파생상품시장본부 (본부장, 부이사장: 이경식)
파생상품시장본부는 주가지수, 금리, 통화, 개별주식 및 일반상품을 기초자산으로 한 선물 및 옵션 등을 거래하는 파생상품시장을 운영한다. 파생상품시장에서 거래되는 대표적 상품으로는 1996년 최초 도입된 코스피200 선물을 비롯하여 국채선물 및 미국달러선물 등이 있다. 소속부서는 파생상품제도부, 파생상품개발부, 파생상품시장부, 청산결제제도부, 청산결제운영부, 일반상품시장부 및 증권·파생상품연구센터 등이다.

### 청산결제본부 (본부장 전무: 박찬수)
증권시장(유가증권·코스닥·코넥스), 파생상품시장 및 장외파생상품 거래에 따른 청산·결제와 결제불이행 리스크 관리 업무를 수행하고 있다. 청산결제본부는 매매기능과 청산결제기능 간 이해상충을 방지하고 자본시장의 리스크 관리 체계를 고도화하기 위해 '21년 4월부터 독립된 본부 조직으로 출범하였다.

### 미래사업본부 (본부장 전무: 이부연)
시장감시위원회는 유가증권시장, 코스닥증권시장, 파생상품시장에서 발생하는 블공정거래 행위를 예방 또는 조치하고 회원 및 투자자간 분쟁을 조정한다. 시장감시위원회는 자본시장과금융투자업에관한법률에 의해 한국거래소 내에 설치되어 시장을 자율적으로 규제하는 기관이다. 주요 업무는 이상거래 종목적출, 풍문수집, 지분변동신고 접수 등 불공정거래 사전예방활동 및 시장에 대한 상시 감시체제를 유지하는 것이다. 회원 및 투자자, 회원 상호간 매매거래와 관련한 분쟁이 발생할 경우, 증권 파생상품시장 전문가들의 구체적인 상담과 조정절차도 밟아준다. 소속부서는 시장감시제도부, 예방감시부, 시장감시부, 심리부, 특별심리부 및 감리부 등이다.

### 국제사업단
국제사업단은 해외거래소, 국제기구 및 자본시장 관련기관들과의 협력사업 추진, 정보교환 및 해외홍보 등을 담당하며, 시장시스템의 해외수축, 신흥 증권시장 발전을 위한 지원업무도 수행한다. 소속부서는 국제업무부 및 해외사업부 등이다.

### 사무소
지방 소재 상장기업을 위하여 상장 및 공시관련 업무를 지원하고 유망기업을 대상으로 한 상장유치, 일반 대중을 위한 증권시장 홍보 및 교육 업무를 담당한다. 현재 광주사무소와 대구사무소가 설치되어 있다. 한편 해외에는 중국기업의 상장유치 및 업무지원을 위하여 북경사무소가 운영되고 있다.

## 소속기관

### 국내 사무소
- 광주사무소[3]
- 대구사무소[4]

### 국외 사무소
- 북경사무소[5]

## 회원·주주

### 회원
자본시장법에 따라 투자매매업 또는 투자중개업의 인가를 받은 회사가 한국거래소의 회원이 될 수 있다. 회원은 참가하고자 하는 시장 및 매매거래할 수 있는 금융투자상품의 종류에 따라 증권회원, 지분증권전문회원, 채무증권전문회원, 파생상품회원, 주권기초파생상품전문회원으로 구분된다.

### 주주
2015년 12월 31일 현재 한국거래소의 납입자본금 1,000억원을 출자하고 있는 주주는 40개 법인으로 각각 0.07%~5%의 지분을 갖는 증권회사 및 선물회사로 구성되어 있다.

## 주요 업무

### 주식매매거래
투자자가 거래소 시장에서 매매거래를 하기 위해서는 우선 증권회사에 매매거래계좌를 개설해야 하며, 투자자로부터 주문을 위탁받은 거래소 회원인 증권회사는 그 주문을 거래소에 제출(호가)한다.
거래소는 회원(증권회사)이 제출한 주문을 모두 모아 규정에서 정한 원칙에 따라 매매체결을 진행하여 그 결과를 회원에게 통보하고, 회원은 이를 다시 해당 고객에게 통지한다. 투자자는 매매체결된 주문에 대하여 매매체결일로부터 3일째 되는 날(T+2) 회원이 정한 시간까지 주문 처리된 매수대금 또는 매도증권을 해당 증권회사에 납부하여야 한다.
- 유가증권시장 주식
- 코스닥시장 주식
- 코넥스시장 주식 코넥스(KONEX)시장은 설립초기단계에 있는 중소기업에게 자금조달 기회를 부여함으로써 창조경제 생태계 기반을 조성하고자 2013년 7월 개설된 시장이다. 기술력 있는 중소기업이 거래소시장에 상장을 원할 경우 주식 공모, 사모, 직상장 등 다양한 진입방법이 열린 것이다. 상장 이후에는 정기보고서 제출이 면제되며 수시공시사항도 간소화되어 있다. 법률적으로 사외이사와 상근감사 설치의무가 면제되는 등 지배구조 부담도 완화되어 있다.

### 상장
상장은 거래소가 정한 요건을 충족한 기업이 발행한 주권을 증권시장에서 거래될 수 있도록 허용하는 것이다. 한국거래소는 상장된 주권에 대해 그 가치를 보증하지는 않는다. 다만 거래소는 거래가 원활하게 이루어지고 가격이 공정하게 형성될 수 있도록 주권 발행기업을 절차에 따라 심사하여 주권을 상장함으로써 기업이 자금을 조달할 수 있게 하고 투자자를 보호하며 투자기회를 제공하는 것이다.

### 공시
상장법인으로 하여금 자사주식의 투자판단에 중대한 영향을 미칠 수 있는 중요한 정보를 투자자에게 공시하도록 하는 것이다. 투자자는 기업이 공시하는 정보를 참고하여 자유로운 판단과 책임하에 투자결정을 내린다. 공시는 기업과 투자자간 정보의 불균형을 해소하고 증권시장의 공정성을 확보하여 투자자를 보호하는 데 그 목적이 있다.

### ETF 등 매매거래
- ETF(Exchange Traded Funds) 증권의 가격이나 주가지수의 움직임에 따라 수익률이 결정될 수 있도록 만들어진 증권상품이다. 자산운용사들이 발행하는 금융상품으로서 여러 주식에 투자하여 만들어지는 상품이기 때문에 상장지수 집합투자증권이라고도 한다. 펀드의 일종으로서 분산투자 효과와 아울러 거래소에 상장되므로 투자와 환금이 편리하여 매매편의성과 낮은 거래비용의 장점이 있다.
- ETN(Exchange Traded Notes) ETF와 유사하게 기초지수의 변동과 수익률이 연동되도록 한 상품인데 증권회사가 발행하고 1년에서 20년까지 만기가 있는 파생결함증권이다. ETF와 ETN은 모두 인덱스 상품으로 경제적인 실체는 동일하나 발행자, 신용위험, 만기, 기초자산 운용방법에 있어서 차이가 있다.

### 채권매매거래
거래소 채권시장은 기관투자자와 일반투자자 모두 참여가 가능하다. 국채전문유통시장, Repo 시장, 소액채권시장 및 일반채권시장으로 구분하여 운영된다.

### 파생상품거래
- 주가지수 선물 유가증권시장에 상장된 주식 200종목의 주가로 산출되는 주가지수 KOSPI200을 기초자산으로 하는 선물 및 옵션거래이다. 구성종목을 산업별로 구분한 KOSPI200 섹터지수선물과 코스닥 상장종목을 구성종목으로 하는 지수선물인 '스타지수' 선물도 거래되고 있다.
- 금융상품 선물 주가지수 파생상품 이외에 KOSPI200의 변동성을 기초로 하는 변동성 지수선물, 개별 주식종목을 기초로 하는 주식선물 및 옵션, 국채선물, 달러 등 통화관련 파생상품시장이 개설되어 있다.
- 상품 선물 금(Gold)선물 및 미니금선물, 돈육선물이 주요 상품(Commodity)선물이다.

### 탄소배출권 거래
정부는 한국거래소를 온실가스배출권거래소로 지정하였고(2014년 1월 15일), 배출권시장은 2015년 1월 개설되었다. 배출권시장에서는 기업별로 할당된 온실가스 배출허용량(Cap)을 기준으로 기업의 배출량이 적을 경우 그 잉여 배출량을 시장에서 팔 수 있고, 배출허용량보다 초과한 경우 그 기업은 초과한 배출량만큼을 시장에서 구매할 수 있게 되었다. 배출량 거래제도는 효과적인 온실가스 감축과 아울러 기업의 녹색기술 개발 유인을 극대화할 수 있는 장치이다. 탄소배출권 시장에서 거래할 수 있는 시장참가자는 배출권이 할당되는 기업체, 공적금융기관(산업은행, 중소기업은행, 한국수출입은행) 및 정부이다. 일반 개인투자자는 매매거래에 참여하지 못한다.

### 청산 및 결제
청산(Clearing)은 매도 및 매수 당사자 사이에 개입하여 모든 매도자에 대해서는 매수자, 모든 매수자에 대해서는 매도자가 되는 중앙거래당사자(CCP, Central Counterparty) 기능을 하는 것이다. 즉 청산은 CCP의 지위에서 매도자 매수자간 채권 채무를 차감하여 확정하고 결제기관에 결제지시를 하며 결제이행을 보증한다. 결제(Settlement)는 청산을 통해 확정된 채권 채무를 증권 인도 및 대금 지급의 방법으로 이행하여 매매거래를 종결시키는 절차이다.
- 장외파생상품 청산서비스 2013년 9월, 한국거래소는 국내 최초로 장외파생상품 청산기관 인가를 정부로부터 취득함에 따라 2014년 6월부터 장외파생상품의 하나인 원화 이자율스왑(IRS, Interest Rate Swap)거래에 대한 의무청산서비스를 시작하였다. 2016년 12월부터는 달러 이자율스왑 거래에 대한 자율청산서비스도 시행하고 있다.

### 시장감시
- 예방감시 한국거래소의 시장감시위원회는 불공정거래로 이어질 우려가 있는 거래에 대해 해당 투자매매업자(증권회사)에 대해 예방조치를 취하도록 요구한다. 또한 투자매매업자가 자체적으로 불공정거래 방지활동을 수행할 수 있도록 지원한다. 위원회는 시세조종, 미공개정보이용, 단기매매차익 등 불공정거래를 신고할 수 있는 불공정거래 신고센터를 운영하고 있다.
- 심리/감리 거래소는 시장에서 유가증권의 가격 또는 거래량에 현저한 변동을 가져온 거래 또는 유가증권의 가격에 영향을 미칠 수 있는 공시 풍문 보도 등과 관련하여 불공정매매 혐의가 있는 거래를 조사하는 심리활동을 한다. 거래소는 또한 투자매매업자 및 투자중개업자 등 회원의 의무이행 및 업무관련규정 준수 여부를 확인하는 감리업무도 수행한다.
- 분쟁조정 투자자와 증권회사 또는 선물회사간 분쟁이 발생할 경우 시장감시위원회는 중립적인 입장에서 투자자들이 신속하게 비용부담 없이 피해구제를 받을 수 있도록 분쟁해결을 돕는다. 분쟁조정대상은 시장에서 매매거래와 관련하여 발생한 권리의무 또는 이해관계에 관한 분쟁이며 위원회의 조정안을 당사자들이 수락하면 민법상 화해계약의 효력이 발생한다.

### 지수발표
한국 주식시장의 대표 지수는 코스피(KOSPI)이다. KOSPI200은 대표적인 우량주(블루칩) 지수로서 선물, 옵션, ETF, ELS 등 다양한 금융상품의 기초지수로 이용된다. 거래소는 1964년 수정주가평균식 주가지수를 발표한 이후 현재까지 주가지수, 채권지수, 파생상품지수, 전략형지수 등 다양한 지수를 발표하고 있다. 2014년 말 현재 총 130여종의 지수를 산출하고 있으며 거래소가 발효하는 지수를 기초자산으로 하는 ETF의 규모는 약 15조원 규모이다.

## 현재 상장 회사 현황

### 유가증권시장본부
- AJ네트웍스 (에이제이네트웍스 주식회사, AJ Networks Co.,Ltd.) 종목코드 095570, 상장일 2015년 8월
- AJ렌터카 (에이제이렌터카 주식회사, AJ RENT A CAR CO.,LTD.) 종목코드 068400, 상장일 2012년 7월
- AK홀딩스 (에이케이홀딩스 주식회사, AK Holdings, Inc.) 종목코드 006840 상장일 1999년 8월
- BGF리테일 (주식회사 비지에프리테일, BGFretail CO., LTD.) 종목코드 027410 상장일 2014년 5월
- BNK금융지주 (주식회사 비엔케이금융지주, BNK Financial Group Inc.) 종목코드 138930 상장일 2011년 3월 30일
- BYC (주식회사 비와이씨, BYC CO., LTD.) 종목코드 001460 상장일 1975년 6월 2일
- CJ (씨제이주식회사, CJ Corporation) 종목코드 001040 상장일 1973년 6월
- CJ CGV (씨제이씨지브이 주식회사, CJ CGV Co., Ltd.) 종목코드 079160 상장일 2004년 12월 24일
- CJ대한통운 (씨제이대한통운주식회사, CJ korea express Corporation) 종목코드 000120 상장일 1956년 7월 2일
- CJ씨푸드 (씨제이씨푸드주식회사, CJ Seafood Corporation) 종목코드 011150 상장일 1988년 11월

## 사건·사고 및 논란

### 이원화로 인한 비효율성 및 서울 재이전 논란
2005년 1월 한국거래소는 거래소시장·코스닥시장·한국증권선물거래소가 통합하면서 본사를 부산으로 이전했다. 인원 수로는 총 700명 중 약 300명이 부산에, 400명 정도가 서울에서 근무하고 있다. 부산 본사에 있는 기획·인사·총무 등 경영지원본부 임원들은 1주일에 평균 두 번은 부산과 서울을 오간다. 1년이면 100번 이상 서울~부산을 왕복하는 셈이다. 하지만 세종특별자치시 논란 속에 정치권 등이 서울 재이전론을 들고 나오면서 한국거래소 직원들은 물론 지역경제계 전체가 혼란을 겪었다. 부산 지역의 한 시민단체 관계자는 "한국거래소가 부산으로 본사를 이전한 지 4년이 지났지만 아직도 한국거래소 본사가 완전히 부산에 안착했다고 받아들이는 지역경제인들은 별로 없다"고 말했다. 그는 "한국거래소 본사가 언제 되돌아갈지 모른다는 우려가 있었는데 이번 세종특별자치시 논란 속에 재이전 가능성에 불을 지핀 형국"이라고 덧붙였다.
한국거래소의 서울 재이전 문제는 2009년 국회 정무위원회를 통해 흘러나왔고 한국거래소 단일노조도 본사를 부산에서 서울로 이전할 것을 요구하였다. 경영지원본부는 한국거래소의 '컨트롤타워' 역할을 하기 때문에 외부와의 활발한 소통이 필수적이며 파생상품시장본부도 사정은 마찬가지다. 선물시장이 나날이 확대되고 새로운 상품들이 쏟아지면서 주로 여의도에 본사를 둔 선물업체들과 수시로 접촉해야 하지만 물리적인 거리 때문에 어려움을 겪었다.
한국거래소의 한 고위 관계자는 "이사장과 각 본부별 의사소통은 '화상회의 장비'가 도입되면서 상당 부분 개선됐지만 금융투자업계 인사들과 다양한 의견을 나누기는 어렵다"며 "서울과 부산을 오가며 업무를 처리하는 것은 상당한 낭비 요인으로 작용한다"고 말했다. 거래소의 또다른 관계자도 "회사 차원에서는 직원들에게 주택을 제공하느라 비용이 더 들고 직원들 입장에서도 서울과 부산에 '두 집 살림'을 하느라 지출이 많이 늘어났다"고 말했다. 실제로 부산에 근무하는 임직원들은 서울을 방문할 때마다 항공편이나 KTX 열차를 이용한다. 항공편의 경우 이용실적에 따라 15~30% 정도 할인을 받고 KTX는 20% 싼 값에 이용하지만 교통비 부담이 적지 않다. 실제 거래소의 감사보고서에 따르면 부산으로 본사가 이전하기 전인 2004년에는 국내 여비로 2억7,058만원을 지출했지만 2008년에는 16억685만원으로 늘어났다. 시간낭비도 무시할 수 없다. 부산 본사에서 여의도 사옥까지 올 때 항공편을 이용할 경우 2시간30분, KTX를 이용할 경우에는 4시간30분가량 소요된다. 한국거래소는 부산과 서울로 분리되면서 부산에 근무하는 직원들에게는 주택 편의도 제공하고 있다. 이석현 민주당 의원실에 따르면 2009년 8월 말 기준으로 한국거래소가 소유·임차 형식으로 보유하고 있는 사택 226채(276억8,300만원) 가운데 206채는 부산에 있는 것으로 나타났으며 부산으로 본사를 옮기는 바람에 발생하는 비용이었다.

### 공공기관 지정 해제 논란
2008년 9월 21일 감사원은 한국증권선물거래소의 방만경영이 심화되고 있다며 거래소를 공공기관으로 지정, 관리해야 한다고 밝혔다. 감사원은 이날 발표한 한국증권예탁결제원 감사 처분요구서를 통해 한국증권예탁결제원 대주주인 한국증권선물거래소에 대해 "한국증권선물거래소가 사실상 공적기능을 수행하고 있지만, 감독, 견제장치는 미흡한 만큼 공공기관으로 지정해 관리할 필요가 있다"고 기획재정부 장관에게 권고했다.
공공기관 지정 여부를 결정하는 옛 기획예산처는 2007년 4월 거래소 주무부처인 옛 재정경제부가 `한국증권선물거래소는 정부지분이 없는 민간회사이고 상장을 하면 시장통제가 가능하다'는 의견을 제시하자 이를 수용해 한국증권선물거래소를 공공기관으로 지정하지 않았다.
감사원은 "2005-2007년 거래소가 유가증권 및 선물거래 중개를 통해 얻은 평균 독점수입은 전체 수입의 70.5%에 달하고 자체수입은 30.4%를 차지, 공공기관운영법상 한국증권선물거래소는 공공기관 지정요건을 충족하고 있다"고 주장했다.
이에 대해 한국증권선물거래소 관계자는 "민영화된 한국증권선물거래소를 공공기관화하는 것은 전 세계 증권시장 흐름과는 맞지 않다"며 "한국증권선물거래소의 민영화를 통해 자율성을 높여가는 것이 옳은 방향"이라며 "감사원이 한국증권선물거래소의 방만경영을 지적하며 관리·감독이 부실하다고 지적했지만 한국증권선물거래소는 감사원 감사를 받지 않더라도 금융감독원으로부터 경영 전반에 대한 감사를 받고 있고, 최근 검찰의 수사도 받았다"고 말했다.
2009년 1월 13일 ‘한국증권선물거래소의 공공기관 지정에 관한 법리적 쟁점’이란 주제로 증권선물거래소(KRX) 주최, 한국증권법학회 후원으로 마련된 심포지엄에서 한양대학교 법과대학 정호경 교수는 공공기관 지정요건이 정부가 출연기관이나 50%이상 지분을 소유한 기관인 만큼 모든 주식을 민간이 소유하고 있는 순수한 사기업인 거래소는 공공기관의 지정대상이 될 수 없다고 밝혔다.
정호경 교수는 “사기업으로서 독점적 사업으로 인한 수입액 기준으로 공공기관을 지정하는 조항(공공기관법 제4조 제1항 제2호)은 위헌 소지 개연성이 크다”며 “사기업을 포함할 경우 헌법상 영업의 자유나 기업의 자유를 침해하는 결과를 초래한다”라고 말했다.
2009년 1월 29일 기획재정부는 공공기관운영위원회를 개최해 한국거래소를 포함한 9개 기관을 공공기관으로 신규 지정하고 17개 기관을 지정 해제, 총 297개 기관이 운영법상 관리대상으로 확정됐다고 밝혔다.
2010년 4월 23일 국회 정무위원회 소속 의원들이 한국거래소 업무현황보고에서 거래소 공공기관 지정을 놓고 갑론을박을 벌였다. 민주당 조경태 의원은 "OECD(경제협력개발기구) 국가 중 증권거래소가 공공기관으로 지정된 나라는 슬로바키아와 한국뿐"이라며 "국제사회에 발을 맞추려면 한국거래소 공공기관 지정을 해제해야 한다"고 말했다. 민주당 김동철 의원도 "민간회사인 거래소의 이사장이 금융위원장 제청과 대통령 임명을 거쳐 부임하는 것이 상식적으로 옳은 일이냐"며 의문을 제기했다. 이어 "이명박 정부는 공기업도 민영화하겠다면서 순수 민간기관인 거래소를 통제하려 하고 있다"고 꼬집었다.
반면 한나라당 현경병 의원은 김봉수 한국거래소 이사장을 향해 "한국거래소가 공공기관이 돼 국정감사를 받는 것에 대해 정확한 인식을 하는 것이 필요하다"며 "민간 기업이 시장에서 최대 수익을 올리는 것은 해당 기업의 '선(善)'이지만 한국거래소의 고수익은 오히려 민간의 이익과 배치되는 측면이 있다"고 설명했다. 이어 "(한국거래소가 공공기관으로 지정되고 국정감사를 받는 것은)한국거래소의 공공성이 강화됐기 때문"이라고 말했다. 한나라당 이사철 의원도 "돈을 벌어서 이익을 남기는 것은 거래소의 목표가 아니다"고 못박았다.
한편, 김봉수 한국거래소 이사장은 이날 "공공기관은 세계 거래소들과 경쟁 과정에서 걸림돌이 될 수 있다"며 "장기적으로는 공공기관 지정이 해제돼 세계 거래소들과 경쟁할 수 있어야 한다"라는 의견을 밝혔다.
2013년 2월 4일 부산경제살리기시민연대는 “정부의 이 같은 결정은 부산을 파생특화금융 중심지로 활성화시키려는 부산시와 시민단체의 입장과도 배치되는 결정”이라며 “지역시민단체는 인수위 방문과 박근혜 당선인 면담요청시 중단됐던 100만인 서명운동 재개 등 다각도의 향후 대응책을 마련할 것”이라고 밝혔다. 박인호 공동대표는 “세계적으로 선진 각국의 거래소들은 국경을 넘어 국가 간 거래소들의 연계 및 통합을 통해 경쟁력을 키워나가고 있고, 중국이나 일본 등 아시아권 거래소들의 도전이 거세지고 있다”면서 “한국거래소의 경쟁력을 키워 역내 자본시장에서 주도적 역할을 담당하고 나아가 부산금융중심지 활성화를 도모하기 위해서는 공공기관 해제가 필요하다”고 강조했다.
김태혁 부산대학교 경영대학원 경영학과 교수도 “최근 거래소간의 글로벌 경쟁이 심화되고 있는데 국내 자본시장의 가장 중요한 인프라인 한국거래소는 공공기관으로 지정된 이후 정책추진 등 조직의 유연성이 떨어지고 있다”라며 “지금처럼 한국거래소가 공공기관으로 묶인 채 정치적으로 자유롭지 못한 상황이 지속되면 한국자본시장의 발전은 어려울 것”이라고 우려했다.
2013년 10월 31일 현오석 부총리 겸 기획재정부 장관은 국회 기획재정위원회 국정감사에서 "한국거래소가 자본시장법개정 이전에는 독점적 지위를 갖고 있었지만 지금은 아니다"며 "2014년도에 공공기관 지정에 대해 다시 한 번 검토할 예정"이라고 답변했다.
2014년 2월 10일 한국거래소 노동조합은 성명을 통해 기획재정부가 법치주의 근간을 뒤흔드는 위법행위를 중단하고 한국거래소 공공기관 지정을 즉시 해제해야 한다고 주장했다. 노조는 "정부설립 또는 출연기관이 아닌 100% 순수 민간출자 기업인 한국거래소를 기획재정부가 지속적으로 자신들의 통제 아래에 두고 '낙하산 천국'으로 유지하기 위해 공공기관 지정 유지라는 초법적 월권행위를 강행했다"고 지적했다. 특히 "기획재정부가 한국거래소 공공기관 지정의 위법성이 여론의 도마위에 오르자 공공기관운영법을 개정해 스스로의 위법사실을 덮는 꼼수를 부리고 있다는 소문이 들린다"며 "이는 대통령의 국정철학인 '법과 원칙의 준수, 비정상의 정상화, 과감한 규제개혁'에 정면으로 배치되는 것"이라고 반발했다. 이어 "한국거래소가 법적 근거없이 공공기관으로 지정된 지 4년만에 등기임원의 70%가 기획재정부 낙하산으로 채워졌고 한국거래소의 글로벌 경쟁력도 세계 7위에서 15위로 떨어졌으며, 증권업계도 고사직전의 위기에 처했다"고 말했다.

### 탄소배출권거래소 유치 경쟁
2007년 11월 14일 한국증권선물거래소(KRX)는 국제적 이슈가 되고 있는 탄소배출권 거래를 위해 탄소거래소 설립을 추진키로 하고 개설준비단을 설치한다고 밝혔다. 탄소시장개설준비단은 이광수 경영지원본부장보를 단장으로 지배구조 및 조직분야, 관계법령 분야 등 전문가 6명으로 구성된다. 한국증권선물거래소는 시장 메커니즘을 통한 정부의 기후변화 대책 지원과 동북아 탄소배출권 거래시장 선점 등을 위해 탄소배출권 거래소를 추진하게 됐다고 설명했다. 또 관계자는 “신설될 탄소거래소는 기관과 개인들이 모두 참여할 수 있는 현물 및 선물 연계시장으로 출범할 예정”이라며 “오는 12월초 ‘탄소배출권 거래소 개설방향 및 시장활성화’를 주제로 세미나를 개최하고 시장개설 일정등과 관련 재정경제부, 금융감독위원회 등 정부기관과 협의할 것”이라고 말했다.
2008년 10월 7일 환경부와 한국증권선물거래소는 ‘탄소배출권거래소 설립·운영에 관한 협력 협약서(MOU)’를 체결하고 국내 온실가스 배출권거래제 도입 및 탄소시장 활성화를 위한 상호 협력 체계를 구축하기로 했다. 이만의 환경부 장관은 이에 대해 “기후변화 위기를 신성장 동력 확보 기회로 활용하기 위해서는 녹색성장 체제로 전환해야 한다”며 “금융 분야에서 탄소배출권 거래 기반을 구축했다는 점에서 큰 의미가 있다”라고 말했다.
2008년 12월 13일 탄소배출권거래소 유치를 추진 중인 전라남도청과 전남지역환경기술개발센터, 기후변화연구소가 주최하고 한국전력거래소, 여수시청, 에코센스가 후원하는 ‘탄소배출권거래소 유치를 위한 기후변화 대응’이라는 국제포럼이 전남대학교 여수캠퍼스 산학연구관 국제세미나실에서 열렸다.
탄소배출권거래소 유치를 위해 활발한 활동을 펴고 있는 정도영 한국전력거래소 전력계획처장은 탄소배출권 거래 규모에 있어서 전력산업이 차지하는 비중이 매우 높다는 점을 설명하며 배출권거래소 운영 효율성 등을 생각할 때 배출권 거래사업이 한국전력거래소에 유치돼야 한다고 타당성을 강조했다. 정도영 전력계획처장은 “만약 온실가스 배출량을 초과 발생할 상황이 될 경우, 발전소 가동 중지 우려가 뒤따르게 되는데 이 경우 바로 배출권 거래가 전력수급 안정에 직접적인 영향을 미치게 되는 것 아니냐”며 “특히 우리나라는 국내 온실가스 배출량의 약 25%를 발전부분이 점유할 정도로 온실가스 배출에 있어 전력부분이 차지하는 비중이 높다”고 말했다.
2008년 12월 23일 금융경제선물연구원은 경북대학교·계명대학교 등의 관련 교수들이 참석한 가운데 대구경북연구원 회의실에서 '탄소배출권거래소 대구 유치를 위한 세미나'를 갖고 탄소배출권거래소의 대구 유치를 위한 논리 개발에 적극 나서기로 했다. 권상장 원장은 "아일랜드는 금융중심지를 표방하고 관련 산업을 유치한 결과, 금융과 밀접한 IT산업이 동반 발전하면서 IT강국이 됐다. 대구도 탄소배출권거래소를 유치해 새롭고 다양한 성장동력이 생기도록 만들어야 한다"고 주장했다. 이날 탄소배출권거래소 설립 동향에 대해 발표한 대구은행 대은경제연구소 진병용 본부장은 "기후변화에 대응하기 위해 세계가 공조, 온난화의 주범인 탄소배출 규제에 나서면서 배출권 거래가 활성화하게 됐다. 영국 런던에 있는 세계 최대 규모 배출권 거래소인 ECX는 매년 거래물량이 2배 이상 급증하고 있다. 세계 10위의 이산화탄소 배출국인 우리나라도 탄소배출권거래소가 곧 만들어질 것이다. 대구가 이의 유치에 나서야 한다"고 지적했다. 진병용 본부장은 탄소배출권거래소는 한국증권선물거래소가 서울에 만드는 안, 한국증권선물거래소 선물시장본부가 있는 부산에 설립되는 안, 한국전력거래소가 들어서는 전남 나주에 마련되는 안 등이 현재 나와 있으나 대구경북도 우수한 에너지 환경의 중심지인만큼 설립 타당성이 충분하다고 설명했다. 이날 세미나에서 경북대학교 신민식 교수는 "대구가 탄소배출권거래소 유치에서 유리한 입장은 아니다. 하지만 그 파급효과가 엄청나다. 대구경북이 경제적 낙후를 벗기 위해서는 이 거래소를 유치해야한다. 경제적으로 낙후된 대구경북을 위해 정부가 무언가 해줘야 한다"고 말했다.
2009년 4월 1일 서울특별시청의 고위 간부는 “우리나라도 앞으로 온실가스 저감의무를 부과받을 가능성이 높은 만큼 국제간 거래가 가능한 이산화탄소 배출권(CER)을 사고 파는 탄소배출권거래소의 유치를 추진하고 있다.”고 밝히며 “아직 정부의 관련 법안이 완비되지 않은 만큼 확정된 것은 없다. 다만 서울의 금융경쟁력 강화라는 긍정적 측면과 수도권 집중화 심화라는 부정적 측면을 충분히 고려해 결정하게 될 것”이라고 전했다. 서울특별시청은 탄소거래소 설립 방안으로 환경부·지식경제부 등 정부와 협의를 통해 공동추진, 런던·파리 등 외국 주요 탄소거래소의 자회사 유치, 독자적 탄소거래소 설립 등을 다각도로 검토하고 있다. 특히 2009년 1월 정부로부터 ‘국제금융중심지’로 지정받은 영등포구 여의도에 거래소를 설립해 기존 금융기관들과의 시너지 효과를 높이겠다는 복안도 갖고 있다.
2009년 6월 15일 에너지관리공단과 한국전력거래소, 한국거래소는 미국 워싱턴에서 공동으로 시카고 기후거래소와 국내 배출권거래소 설립 관련 상호협조를 주 내용으로 하는 양해각서(MOU)를 체결했다. 양해각서는 국내 녹색성장의 한 축을 담당할 국내 배출권 거래소 설립 준비 및 국내 자발적 온실가스 감축사업(KCER)활용의 다각화 등 미국 CCX와 국내 관련 기관간 긴밀한 협력의 초석이 되는 내용을 담고 있다. 주요 내용으로는 배출권거래 표준 제정, 온실가스 배출량 검·인증 제도 개발, 국내 온실가스 감축실적(KCER) 연계 협력, 기업 배출량 할당 및 산정지침 개발, 전문인력 양성·교류, 신규 해외시장 진출등이 있으며 국내 배출권거래소 설립 협력과 배출권거래 인프라 구축 관련 지원 등에 대한 내용을 담고 있다.
2009년 8월 19일 전라북도청은 국내에 탄소배출권거래소를 설치하려는 정부 방침에 맞춰 도내 탄소배출권 거래소 유치를 위해 현재 관련 용역을 진행 중이라고 밝혔다. 2009년 상반기 착수한 ‘기후변화 대응 종합계획’ 수립 용역에 탄소배출권 거래소 유치 관련 내용이 포함돼 있다는 것이다. 새만금을 저탄소 녹색성장의 거점으로 육성하려는 전북도는 2009년 말 용역 결과가 나오면 정부의 이후 일정에 맞춰 대응에 나선다는 복안이다.
2009년 9월 19일 경상북도청과 포항시청은 포항공과대학교 국제관 대회의실에서 탄소배출권 거래 및 탄소 금융추진전략 워크숍을 개최하였다. 워크숍에서는 탄소배출권 거래 및 기후변화협약관련 산업체와 대학, 연구기관의 전문가 150여 명이 참석하였다. 경상북도청과 포항시청은 워크숍을 계기로 탄소배출권거래소 유치와 함께 탄소거래 전문회사 설립도 추진하기로 했다. 경상북도청 관계자는 “워크숍을 통해 탄소배출권 거래와 관련된 연구동향을 분석하고 공동 유치전략방안을 모색할 계획”이라고 말했다.
2009년 10월 13일 부산광역시청과 부산상공회의소에 따르면 탄소배출권거래소 부산 유치운동에 본격적으로 뛰어들기 위해 10월 20일 시청 국제회의실에서 탄소배출권거래소 유치위원회 출범식을 갖고 범시민적인 유치운동을 펼칠 예정이다. 탄소배출권거래소유치위원회는 배영길 부산광역시청 행정부시장과 이경훈 부산상공회의소 부회장이 공동위원장을 맡고, 전영주 한국거래소 파생상품시장본부장 등 금융계와 학계, 시민단체 인사 등 25명의 유치위원으로 구성된다. 유치위원회는 부산에 본사를 두고 있는 한국거래소의 증권, 파생상품거래 시스템 노하우를 활용하면 효율적인 탄소거래소 설립과 운영이 가능할 것으로 보고 있다.
2009년 11월 19일 광주광역시청과 전라남도청, 한국전력거래소가 ‘탄소배출권거래소광주·전남유치추진위원회’(공동위원장 김윤석 광주광역시청 경제부시장, 이상면 전라남도청 정무부지사) 출범식을 열고 본격적인 유치 활동에 들어갔다. 위원회에는 김윤석 광주광역시청 경제부시장과 이상면 전라남도청 정무부지사, 한국전력거래소 김광인 처장을 비롯해 조호권 광주광역시의회 부의장, 정환대·이기병 전라남도의회 의원, 박순형 광주상공회의소 사무국장, 최창원 목포상공회의소 사무처장, 김향덕 한국여성경제인협회 광주전남지회장, 정찬주 광주은행 기업고객본부장, 조성용·이우범 전남대학교 교수, 김종선 광주대학교 교수, 권혁열 LG화학 나주공장 환경안전팀장, 김승철 기후변화연구소 소장, 안희만 나주사랑시민회장 등 25명이 참여했다. 한편, 광주광역시청과 전라남도청, 한국전력거래소는 광주·전남공동혁신도시인 빛가람 도시에 탄소배출권거래소 공동유치를 위한 협약을 체결하고 녹색성장위원회 등 중앙정부와 국회 등에 건의 및 지원요청 등 유치활동을 펼치고, 거래소 유치 분위기와 기반을 조성하기 위한 심포지엄과 배출권 모의거래 등을 실시해왔다.
2010년 2월 17일 민주당 주승용 의원은 보도자료를 통해 "2012년부터 탄소배출권거래제도가 시작되고 탄소세가 도입된다면 광주.전남 등 호남권은 지역총생산의(GRDP) 16.7%, 부가가치는 12.4%가 감소하는 등 전국에서 가장 큰 손실이 있을 것으로 추산하고 있다"고 강조했다. 주승용 의원은 "그동안 정부는 탄소배출권거래소를 광주,전남공동혁신도시의 한국전력거래소에 설치할 것으로 알려져 왔으나 최근 부산에 설치하려는 움직임이 일고 있다"며 "광주·전남은 신재생에너지 40%정도 생산하고 있고 정부의 신재생에너지 정책의 선도지역으로 녹색성장을 주도해 왔을 뿐 아니라 한국전력거래소와 탄소배출권거래소를 함께 설치하고 있는 세계적인 추세를 감안해 볼 때 탄소거래소는 나주의 혁신도시에 탄소거래소가 설치하는 것이 순리다"고 주장했다.
2010년 4월 7일 부산광역시청과 한국거래소는 시청 국제회의실에서 탄소배출권거래소 부산유치를 위한 업무협약 양해각서(MOU)를 체결하였다. 협약은 한국거래소 본사가 있는 부산에 탄소배출권거래소를 유치해 부산을 명실상부한 파생상품 특화 금융중심지로 육성하고 동북아 탄소시장에서 주도적인 역할을 담당하기 위한 것으로 부산광역시청은 탄소배출권거래소 설립 및 유치를 위한 행정지원을 담당하고, 한국거래소는 부산에 설립되는 탄소배출권거래소가 세계적으로 성장할 수 있도록 최선의 노력을 다할 예정이다. 부산광역시청 관계자는 "탄소배출권은 주로 파생상품으로 거래되고 있어 한국거래소의 거래시스템을 활용하면 저비용 고효율의 거래소 설립이 가능하다"며 "따라서 한국거래소 본사가 위치하고 파생상품 특화 금융중심지로 발돋움하는 부산에 탄소배출권거래소를 설립하는 것이 타당하다"고 말했다.
또 2010년 5월 31일 부산광역시청은 프랑스 현지에서 유럽의 대표적 탄소배출권 거래회사인 오베오사와 업무협약을 위한 양해각서(MOU)를 체결했다고 밝혔다. 이번 업무협약을 통해 부산광역시청은 오베오사의 탄소배출권 거래 노하우와 경험을 활용해 탄소배출권거래소 부산 유치를 위한 기반 조성에 나서고, 향후 동북아 탄소배출권 거래시장을 선점하는 계기로 삼을 계획이다. 이와 관련하여 김형양 부산광역시청 경제산업실장은 “부산이 국제적인 해양,파생상품 특화 금융중심지가 되기 위해서는 탄소배출권거래소를 반드시 유치해야 한다”라며 “탄소배출권거래소 부산 유치를 통해 국내 및 동북아 탄소금융시장을 주도하고 국제적인 해양파생 특화 금융중심지로서 입지를 다져나가겠다”고 말했다.
2010년 6월 30일 삼성경제연구소가 SERI 경제포커스 제299호 ‘탄소배출권거래소 설립의 의의와 과제’ 보고서를 발표하였다. 보고서에서 한국거래소는 금융위원회와 함께 탄소배출권의 유가증권적인 성격과 파생상품 특성을 근거로 배출권거래소를 2011년까지 설립하기로 목표를 설정하였고 장점으로 발달한 국내 파생상품시장, 우수한 IT 기술, 풍부한 유동성 등과 증권거래 노하우와 인프라를 갖추고 있음을 밝히고 단점으로 탄소배출과 실물산업에 대해서는 상대적으로 열위에 있다고 기록하였다.
한국전력거래소는 지식경제부와 함께 배출권 측정 능력과 전문성을 내세워 탄소배출권거래소 설립에 대한 우위를 주장하고 있으며 장점으로 배출권의 대부분은 발전부문에서 발생하기 때문에 전력시장과의 연계성이 중요하고 조율 능력이 필요하다는 점을 밝히고 탄소배출량의 측정과 평가에 대한 전문성을 갖추고 있으나 예탁결제, 전산망 등의 기능이 상대적으로 부족하다고 기록하였다.
2010년 11월 12일 부산발전연구원 양진우 선임연구위원은부산광역시청에서 열린 탄소배출권거래소부산유치위원회에서 '부산광역시 탄소배출권거래소 유치 및 대응전략' 보고서를 발표한 자리에서 탄소배출권거래소를 부산에 유치할 경우 향후 5년간 동남권 지역에 모두 4천547억원의 생산유발효과가 발생할 것으로 전망했다. 그에 따르면 부산에 탄소배출권거래소가 들어설 경우 관련 산업이 집적된 동남권 전체적으로 경제적 효과가 유발되는 만큼 다지역 산업연관모형 분석을 한 결과 5년간 발생하는 생산유발효과는 부산 2천175억5천200만원, 울산 1천329억7천800만원, 경남 1천42억4천만원 등 동남권 전체적으로 4천547억7천만원에 달하는 것으로 나타났으며 이 같은 생산유발효과는 전국의 생산유발액 5천958억7천100만원의 76.32%에 달하는 수준이다. 또한 고용유발인원은 5년간 부산 3천433.82명, 울산 2천775.07명, 경남 2천317.98명 등 모두 8천580.87명으로 나타났으며, 부가가치 유발액도 부산 1천260억1천900만원, 울산 930억100만원, 경남 691억8천600만원으로 집계됐다. 소득유발액의 경우 부산 688억3천800만원, 울산 607억4천100만원, 경남 432억5천500만원 등 모두 1천728억3천400만원으로 집계돼 전국의 2천2억4천200만원의 86.31%를 차지했다.
2010년 11월 17일 기업에 일정 기간에 탄소를 배출할 수 있는 양, 즉 탄소배출권을 할당한 뒤 시장에서 거래할 수 있도록 하는 내용을 담은 `온실가스 배출권의 할당 및 거래에 관한 법률'이 처음으로 입법 예고되었다. 같은 날 부산광역시청은 부산상공회의소와 공동으로 오전10시부터 오후 6시까지 해운대 파라다이스호텔 그랜드볼룸에서 ‘부산국제탄소금융포럼’을 개최하였다. 1부 행사에서는 허남식 부산광역시장 및 신정택 부산상공회의소 회장의 인사말 순서가 있은 후, 이장무 기후변화센터 이사장이 기조연설을 하였다. 이와 관련하여 부산광역시청 관계자는 “정부가 지정한 파생특화 금융중심지인 부산에서 개최되는 이번 포럼은 탄소배출권거래소 부산유치 등 글로벌 금융 환경 구축을 위한 좋은 기회가 될 것”이라고 밝혔다.
2011년 6월 21일 울산광역시청은 온실가스 감축분에 대한 탄소배출권 거래를 위해 임시거래소를 개설하고 6월 27일까지 매일 오전 10시부터 12시까지 2시간 동안 운영하기로 했다. 울산광역시청 관계자는 “올해 처음 개설한 탄소배출권 임시거래소에서 거래될 물량은 매도가능량 302톤 CO2 , 매수 가능량 582톤 CO2 등 모두 884톤 CO2로 최초 호가는 톤당 1만1,200원”이라며 “울산광역시시설관리공단과 울산문화예술회관 등 올해 탄소배출권 시범사업에 참여하고 있는 47개 기관(매도 17개, 매수 26개, 기타 4개)이 사이버거래시장에서 탄소배출권을 사고 파는 과정을 통해 탄소배출권 시범사업을 더욱 적극적으로 이행하게 될 것으로 기대한다”고 말했다.
2011년 11월 18일 부산광역시청은 ‘국제탄소금융시장 재편과 부산의 기회’라는 주제로 ‘부산국제탄소금융포럼’을 벡스코에서 개최하였다. 부산광역시청과 부산상공회의소가 공동주최하고, 부산경제진흥원과 한국금융투자협회 주관으로 개최되는 이번 포럼은 국내·외 금융관련 전문가, 학계, 기업관계자 등 250여 명이 참석한 가운데 경제발전과 기후변화 대응 두 가지를 다 해결하기 위한 탄소금융 및 탄소배출권에 대한 논의가 이루어졌다. 이날 패널토론에는 주형환 녹색성장위원회 녹색성장기획단장을 좌장으로 노희진 자본시장연구원 정책제도실장, 야스시 니노미야(Yasushi Ninomiya)일본 글로벌환경전략연구소(IGES) 국장, 손판도 동아대학교 교수 등이 패널로 참석하여 주제발표자와 패널간의 상호의견을 교환하였으며 세션2(탄소금융중심지로의 발전방안)에서는 △이원희 에코프론티어 본부장이 ‘국내 탄소배출권거래제 현황 및 정책동향’ △임동순 동의대학교 교수가 ‘부산금융중심지 발전과 탄소배출권거래제’등에 대해 발표하였다.
2012년 3월 26일 광주 북구 을 무소속 김재균 후보는 "탄소배출권거래소 광주 유치를 위해 최선을 다하겠다"고 말했다. 김재균 후보는 보도자료를 통해 "탄소배출권거래소는 거래 및 감축량 검증이 가능한 한국전력거래소(나주 이전)와 연계해 업무를 수행한다면 지역경제에 미치는 영향이 막대할 것"이라며 이같이 말했다. 이어 "탄소배출권거래야말로 미래지향적인 산업으로 첨단산업과 청정지역에 대한 지역이미지에 걸맞은 최적의 입지조건을 갖춘 광주지역에 반드시 유치돼야 한다"고 주장했다.
2012년 5월 2일 온실가스 배출권 거래제도에 관한 법률이 국회 본회의를 통과하였다. 온실가스 배출권거래제는 온실가스 배출권을 할당받은 개별기업이 온실가스 감축에 따르는 비용과 시장의 배출권 가격을 비교하여 온실가스를 감축하거나 배출권 구매를 선택하게 하는 제도로서 시장원리를 적용하여 국가 전체적으로 온실가스 감축비용을 절감할 수 있는 비용 효과적인 감축수단으로 평가받고 있다.
2013년 6월 4일 전라남도청은 나주시청에서 탄소배출권거래소 광주·전남 공동유치를 위한 범 시·도민연대회 발대식을 갖고 탄소배출권거래소 유치활동을 적극 지원키로 결의했다고 밝혔다. 범 시·도민연대회는 전라남도청과 광주광역시청이 공동으로 추진하는 광주·전남 공동혁신도시 탄소배출권거래소 유치활동을 지원하기 위해 2013년 4월 광주·전남지역에서 활동하는 경제·사회·환경분야 24개 단체로 결성됐다. 이날 발대식 참석자들은 연대회 회장에 김호남 목포상공회의소 회장을 비롯해 고문, 상임위원을 각각 추대하고 탄소배출권거래소를 나주 빛가람 도시로 유치하기 위한 지원 방안을 논의했으며, 유치활동에 적극 나설 것을 다짐했다. 이들은 “광주·전남공동혁신도시는 한국전력공사, 한전KPS, 한전KDN 및 전력거래소 등 국가 전력기관이 이전함으로써 발전(에너지)산업 기반시설이 구축된다”며 “따라서 탄소배출권 거래소는 국가 전력과 신재생에너지 공급인정서(REC)를 거래하는 한국전력거래소에 반드시 유치돼야 한다”고 주장했다.
2013년 10월 23일 한국거래소는 부산광역시청과 공동 후원으로 '탄소배출권거래소 부산유치를 위한 정책세미나'를 열었다. 세미나는 배출권거래소 지정을 앞두고 시민단체뿐 아니라 학계, 기관, 정치권이 한자리에 모여 탄소배출권거래소의 부산 유치를 다짐하는 자리로 대학, 연구소, 공무원, 시민단체 등 150여명이 참석하였다. 김정훈(새누리당 부산 남구 갑) 국회 정무위원장의 축사를 시작으로 이영활 부산광역시청 경제부시장, 최경수 한국거래소 이사장의 축사와 주제 발표 및 패널토의로 진행되었다.
2013년 12월 4일 전라남도청은 국회 2세미나실에서 주영순·김성곤·배기운 국회의원 공동 주최로 국회포럼을 갖고 탄소배출권거래소가 광주·전남 공동혁신도시로 이전하는 한국전력거래소(KPX)에 지정돼야 하는 당위성을 설명했다. 포럼은 주영순·김성곤·배기운 의원의 개회사에 이어 권오봉 전라남도청 경제부지사와 임성훈 나주시장의 축사, 김호남 탄소배출권거래소유치범시민연대회장 등 참석자들의 결의문 낭독, 윤인택 한국배출권거래협회 사무국장(한국기후변화대응전략연구소장)의 '국내여건 고려 탄소배출권거래제 추진방향', 곽왕신 한국전력거래소 팀장의 '탄소배출권거래제 현황 및 전망' 주제 발표 순으로 진행됐다.
포럼에서 주영순, 김성곤, 배기운 의원은 탄소배출권은 금융상품이 아닌 지구온난화를 유발하는 온실가스를 감축하기 위한 제3의 상품이므로 외국의 경우와 마찬가지로 산업·발전분야의 전문성을 보유하고 있는 한국전력거래소에서 거래돼야 한다는 점을 강조했다. 실제로 네덜란드와 노르웨이, 프랑스는 전력거래소에서, 영국은 기후거래소인에서 탄소배출권을 거래하고 있다. 전라남도청은 탄소 배출량의 효율적인 감축을 위해서는 한국전력거래소에서 담당하는 것이 절대 유리한 만큼 2014년 6월 나주혁신도시로 이전하는 한국전력공사 산하 한국전력거래소가 탄소배출권 거래업무 기관으로 지정되도록 정부에 강력히 요구했다. 전라남도청은 한국증권선물거래소로 인해 여의도에 금융기관이 밀집한 것처럼 탄소배출권거래소가 전라남도에 유치되면 탄소배출권 거래 중개사 및 거래 관련 기관이 전남 및 광주지역에 기반을 둘 것으로 전망하고 있다.
이와 관련하여 전라남도청 관계자는 "탄소배출권거래소는 건물이나 인프라가 구축되는 SOC 사업이 아닌 소프트웨어적인 업무 운영인 점에 비춰 어느 기관이 적합하느냐가 문제이지 어느 지역에 위치하는 것이 좋으냐의 문제가 아니다"며 "한국전력거래소가 탄소배출권 거래 업무를 운영하는 것은 당연하다. 다만 탄소배출권 자체를 선물과 현물로 분리해 선물은 부산 한국거래소에서, 현물시장은 한국전력거래소가 맡는 것도 대안이 될 수 있을 것"이라고 밝혔다.
2014년 1월 8일 정홍원 국무총리 주재로 열린 녹색성장위원회를 열고 2015년부터 운영될 탄소배출권거래소를 한국거래소에 설치하기로 의견을 모았다. 이날 회의에는 현오석 부총리 겸 기획재정부 장관, 윤성규 환경부 장관, 윤상직 산업통상자원부 장관 등이 참석하였다.
2014년 1월 9일 임성훈 나주시장은 탄소배출권거래소가 부산의 한국거래소(KRX)로 사실상 확정됐다는 일부 언론의 보도와 관련하여 “탄소배출권 거래제의 목적 자체가 온실가스 감축이며, 에너지 사용 절감 정책과 연계되기 때문에 한국전력거래소에서 다루는 것이 타당하다. 탄소배출권 거래는 경제적 관점에서 접근할 사안이 아니다”라며 “1월 14일 환경부의 최종 발표 때까지 혁신도시 유치를 위한 노력을 지속적으로 기울여 줄 것”을 관계부서에 요청했다.
2014년 1월 13일 김정훈(새누리당 부산 남구 갑) 국회 정무위원장은 녹색성장위원회의 심의결과를 토대로 환경부가 탄소배출권거래소를 부산 한국거래소에 두기로 했다고 밝혔다. 녹색성장위원회는 위원 38명 중 36명이 참석한 심의에서 주식과 파생상품을 직접 운영하는 한국거래소가 거래 업무를 맡는 것이 탄소배출권 거래 활성화에 유리하다는 결론을 내렸다. 그동안 치열한 경합을 벌였던 한국전력거래소(KPX)에 비해 주식과 파생상품 거래 등 거래시장 노하우와 시장운영 면에서 한국전력거래소보다 앞선 것으로 평가받은 것으로 파악되고 있다.
이에 대해 김정훈 정무위원장은 “이번 탄소배출권거래소 부산유치는 부산을 금융중심도시로 육성할 뿐만 아니라 매년 5억톤 이상 할당될 예정인 탄소배출권의 현물 및 선물거래를 통해 부산경제에 미치는 파급효과가 크다”라며 “탄소배출권거래소 부산 유치로 부산은 증권시장과 상품시장이 함께 성장하는 명실상부한 금융중심도시로 발전할 수 있는 계기를 마련했다”고 전했다.
2014년 1월 14일 환경부는 부산에 소재하고 있는 한국거래소(KRX)를 탄소배출권거래소 운영자로 최종 확정했다. 환경부는 탄소배출권거래소 지정의 투명성과 공정성, 객관성 확보를 위해 다양한 평가 기준을 마련하여 심의하는 절차를 거쳤으며 한국거래소는 시스템 구축과 운영, 거래 참여 용이성, 국제 시장과의 연계 가능성, 비용 등 6가지 분야에서 높은 점수를 받았다. 앞서 녹색성장위원회는 전체회의를 열고 부산의 한국거래소를 운영자로 결정해 환경부에 통보했다.
2014년 1월 15일 부산광역시청은“탄소배출권거래소는 부산이 금융중심지 기반을 닦는 데 중추적인 역할을 할 것으로 기대한다”며 환영의 뜻을 표했다. 부산광역시청은 탄소배출권 거래기업 및 탄소펀드 운영 금융기관, 컨설팅업 등 탄소와 관련한 산업집적지가 형성될 것으로 기대하고 있다. 이와 관련하여 부산광역시청 관계자는 “녹색성장위원회와 국회를 수시로 방문해 탄소배출권거래소를 부산 문현혁신도시의 금융중심지 육성정책과 연계해줄 것을 건의하는 한편 대시민 홍보활동을 전개한 것이 주효한 것 같다”고 말했다.
앞서 부산광역시청은 2008년 탄소배출권거래소 유치 등을 포함한 부산금융중심지 개발계획을 발표했으며 2009년 1월 녹색성장위원회에 부산 유치를 제안했다. 이어 부산광역시청과 한국거래소는 2010년 4월 부산 유치를 위한 상호협력 양해각서를 체결하고 유치추진위원회를 구성해 대외 홍보활동에 나서는 등 꾸준하게 유치활동을 벌여왔다.
전라남도청은 "국무총리 주재 녹색성장위원회 전체회의 심의에서 결정된 내용을 환경부에서 수용해 내린 결정을 존중한다"며 "앞으로도 탄소배출권 관련 사업을 집중 발굴해 국비 확보에 나서겠다"고 밝혔다. 이어 "배출권 거래제도 시작부터 시장 기능에 맡기면 탄소배출권 가격의 왜곡, 거래 저조 등 탄소 감축이 어려울 것으로 예상한다"며 "일정기간 가격, 거래량 등의 정부통제로 탄소절감 시스템이 정착된 뒤 시장에 맡기는 것이 바람직한 만큼 한국전력거래소와 업무 연계를 여전희 희망한다"고 덧붙였다.
임성훈 나주시장은 탄소거래소 부산유치 발표 후 “탄소배출권거래소의 설립취지와 타당성, 효율성 차원에서 광주,전남 공동혁신도시로 이전하는 한국전력거래소가 전담하는 것이 바람직하다는 의견을 지속적으로 표명했음에도 부산으로 결정한 것은 이해 할 수 없다며” 강한유감을 표명했다.
광주·전남은 탄소배출권거래소 유치가 무산되면서 책임론이 나오고 있다. 광주광역시청과 전라남도청은 2009년 11월 전남 나주에 들어서는 ‘광주·전남공동혁신도시’에 탄소배출권거래소를 유치하기 위해 ‘공동유치추진위원회’를 구성했으며 혁신도시로 이전하는 한국전력거래소가 탄소거래소로 지정되도록 유치활동을 벌이기로 계획한 바 있다. 하지만 유치위원회는 지난 4년 동안 고작 2차례 회의를 연 것이 활동의 전부였다. 유치 의지도 의심받고 있다. 전라남도청은 2013년 12월 4일 국회에서 여야 의원 7명이 참석한 가운데 ‘탄소배출권거래소 나주 유치를 위한 포럼’을 열었다. 포럼이 열렸을 때에는 이미 탄소거래소 입지를 결정하는 평가자문위원회의 기술평가가 끝난 지 3주나 지나 있었다.
전라남도청은 2013년 1월 대통령직인수위원회에 제출한 지역현안 사업에 탄소배출권거래소 유치를 누락시켰다가 반발이 일자 다시 포함시키기도 했다. 상품거래소 유치를 추진하고 있는 광주광역시청도 탄소거래소 유치활동은 전라남도청에 맡겨둔 채 소극적으로 움직였다.
이에 대해 이기병 전라남도의원은 “부산은 상공인과 정치권이 똘똘 뭉쳐 2년 전부터 유치를 위해 발벗고 나섰지만 광주광역시청과 전라남도청은 지역에서도 공감대를 형성하지 못했다”며 “전략도 없었고 최선을 다하지도 않았던 만큼 누군가는 책임져야 한다”고 말했다.
2014년 1월 16일 주승용 민주당 의원(국회교통위원장·여수 을)은 탄소배출권거래소 전남 유치가 무산된 것과 관련하여 보도자료를 통해 "정부가 탄소배출권거래소로 부산 한국거래소를 지정한 것은 정치적 논리에 의한 노골적인 부산 밀어주기로 이를 강력하게 규탄한다"고 밝혔다.
주승용 의원은 "나주의 광주전남혁신도시는 한전과 전력거래소, 한전KPS, 한전KDN 등 국가 에너지기관의 90%가 이전해오는 에너지 산업 중심도시로서 한국전력거래소는 2015년 전면 도입되는 탄소배출권 거래제도를 효과적으로 수행할 수 있는 유일한 기관으로 배출권거래소의 최적지"라고 강조했으며 "나주혁신도시는 온실가스 감축을 효과적으로 수행할 수 있는 최적지인데도 이를 외면하고 부산의 한국거래소를 공식 거래기관으로 지정한 것은 노골적인 호남홀대이자 정치논리에 의한 특정지역 밀어주기다"고 덧붙였다. 이어 "한국전력거래소는 거래소 회원사 대부분이 탄소배출권 거래 대상 업체이고 배출권과 전력공급의 연계가 가능하기 때문에 시장활성화에 유리하고 전력시장과의 상호 모니터링을 통해 배출량 실시간 파악, 수요와 가격 예측이 가능하다"며 나주 유치의 당위성을 거듭 주장했다.
마지막으로 "전라남도청은 광주광역시청과 함께 뒤늦게 탄소배출권거래소 유치 범시민연대회의를 결성하고 현 정부의 대선 지역공약에서 누락시켰다가 뒤늦게 포함시키는 등 안이한 행정과 뒷북 대응으로 일관했다"며 "전라남도청의 안이한 대응으로 지역역량을 결집하지 못한 측면도 있다'며 전라남도청 책임론도 거론했다.

## 전산 시스템
증권(주식) 거래소인 한국거래소(KRX)는 대한민국 자본 시장 거래 시스템 최초로 2014년에 리눅스 시스템을 도입하였다.
카카오뱅크는 2017년에 대한민국 금융권 중 최초로 전산 시스템에 리눅스를 도입하였다.
국민은행은 2020년도의 차세대 전산 시스템으로 메인프레임과 함께 리눅스를 도입하기로 결정하였다. 원래는 차세대 전산 시스템으로 유닉스를 도입하려고 했으나 그 계획은 취소되었다.

## 같이 보기
- 한국금융투자협회